# 莫耶
莫耶（1918年—1986年5月7日），原名陈淑媛、陈爰，笔名莫耶、白冰、椰子、沙岛，福建安溪人，毕业于延安抗日军政大学，是一个编辑、作家。

## 生平
1918年，白冰出生在福建省安溪县东溪乡，有一个哥哥。
1932年，白冰跟着父亲定居厦门鼓浪屿，在慈勤女子中学读书，在线期间，白冰经常给上海《女子月刊》投稿，思想激进，之后引发和父亲的冲突，在母亲和哥哥帮助下离家出走。
1934年秋天，白冰奔赴上海，担任《女子月刊》的编辑，与左翼文人蔡楚生接触频繁，支持中国共产党。
1937年，中国抗日战争爆发，白冰担任中国共产党旗下“救亡演剧第五队”编剧，同年10年，白冰进入延安抗日军政大学入读，主攻文学，并且更名莫耶。
1938年冬季，白冰跟着八路军120师部远赴华北，担任政治部宣传干事。
1941年，白冰写作《丽萍的烦恼》被批判，在“三查运动”中被打压，1943年又被审查。
1944年春季，在贺龙的救助下，白冰担任晋绥军区政治部《战斗报》的记者和编辑，贺龙赞她说：“莫耶是我们一二零师出色的女作家”，1948年回到延安。
1949年，白冰跟着第一野战军进入西北。
中华人民共和国建国后，白冰担任西北军区《人民军队报》主编和总编辑。
1950年，白冰加入中国共产党。
1955年，白冰担任《甘肃日报》总编辑。
1957年，白冰在“反右运动”中被批判和处分。1965年，“清政治、清思想、清经济、清组织”的“四清运动”，白冰再度被批判。
1966年，毛泽东发起文化大革命，白冰被打成“走资本主义道理当权派”和“反革命分子”，接受批斗，羁押在牛棚，并且下放农场劳动改造。
1979年，中共中央组织部为白冰平反，之后，白冰担任甘肃省文联副主席。
1986年5月7日，白冰在兰州军区解放军总医院病逝。白冰故居现存福建省。

## 家庭
1950年，白冰与《人民军队报》社长方唯若结婚，1951年，白冰怀孕期间被记者的手枪击中，胎儿惨死。

## 作品

### 话剧
- 《学者》（1926）
- 《丰收》
- 《讨还血债》
- 《齐会之战》
- 《水灾》
- 《一万元》
- 《百团大战》
- 《叛变之前》
- 《到八路军里去》

### 歌剧
- 《荒村之夜》

### 小说
- 《父与女》（自传体长篇小说）
- 《丽萍的烦恼》（长篇小说）
- 《春归》（中篇小说）
- 《青山夕照明》（中篇小说）
- 《走资派和牧羊娃》（短篇小说）

### 散文集
- 《烽烟集》

### 电影剧本
- 《战地火花》